# DIVX
DIVX (von engl. Digital Video Express) war ein US-amerikanisches DVD-Miet-System. Es wurde 1998 von der amerikanischen Elektronik-Supermarktkette Circuit City und der Entertainment-Anwaltskanzlei Ziffren, Brittenham, Branca and Fischer gestartet und 1999 wieder eingestellt.

## Technik
DIVX war ein System, bei welchem der Kunde eine DVD mit zu einem geringen Preis erwerben und das darauf enthaltene Video dann innerhalb von 48 Stunden nach dem erstmaligen Anschauen beliebig oft abspielen konnte. Um nach dieser Frist weiterhin auf den Inhalt zugreifen zu können, war eine Gebühr fällig, die in der Regel 3,25 US-Dollar betrug. Das Video war mit einem speziellen DRM-System geschützt. DIVX-DVDs konnten ausschließlich mit speziellen DIVX/DVD-Hybridgeräten abgespielt werden, die an das Telefonnetz angeschlossen sein mussten. Benutzer dieses Systems benötigten außerdem ein Konto, von welchem die Folgegebühren eingezogen wurden. Beim Ansehen eines Films rief der DIVX-Player den Kontenserver an, um das Abspielen gegen Gebühr freizuschalten, ähnlich heutigen Pay-per-View-Systemen. Gegen eine höhere Gebühr konnte das Medium auch in einen so genannten "Silberstatus" versetzt werden, um den Inhalt unlimitiert zugänglich zu machen. Bei diesem Vorgang wurde nicht die Scheibe verändert, sondern der Status der DIVX-Disc auf dem Server entsprechend angepasst. Eine solche "Silberscheibe" konnte auch verkauft oder verschenkt werden wie eine reguläre DVD.

## Geschichte
Das DIVX-Verleihsystem wurde 1998 rechtzeitig zur Weihnachtssaison auf den Markt gebracht und bereits am 16. Juni 1999 wieder eingestellt. Gründe dafür waren die hohen Einführungskosten des Formats sowie ein Mangel an Akzeptanz in der Bevölkerung. Es blieben noch zwei Jahre, in denen Kunden ihre DIVX-Discs noch abspielen konnten, danach wurden ihnen für jedes vor dem 16. Juni 1999 gekaufte Abspielgerät 100 US-Dollar zurückerstattet. Medien, die bis zu diesem Zeitpunkt nicht verkauft werden konnten, wurden vernichtet. Am 7. Juli 2001 wurde das Programm endgültig eingestellt. Das DIVX-Format ist heute nicht mehr abspielbar.

## Akzeptanz
Viele Bewegungen im Internet, insbesondere in Foren für Heimkinos, richteten sich gegen DIVX. Einige Menschen hatten Angst davor, dass es Veröffentlichungen exklusiv auf DIVX geben und das damals noch neue DVD-Format darunter leiden würde. So plante zum Beispiel Disney, DIVX-exklusive Filme auf den Markt zu bringen, andere Studios wären dem Beispiel vermutlich gefolgt. Als das Format schließlich aufgegeben wurde, machte sich entsprechend Erleichterung breit.
Ein weiterer Faktor, der zum Scheitern des DIVX-Formates führte, war, dass die Unternehmensführung von Circuit City ihre Mitarbeiter angeblich anhielt, potentielle Käufer von DVD-Playern in die Irre zu führen. Da die DVD zu diesem Zeitpunkt noch in den Kinderschuhen steckte, herrschte bei vielen Kunden noch eine Unsicherheit bezüglich der verfügbaren Formate vor. Verkäufer gingen so weit, Kunden einzuschüchtern, indem sie angaben, dass Filme bestimmter Regisseure niemals auf DVD verfügbar sein würden. Entsprechende Vorwürfe wurden von Circuit City jedoch zurückgewiesen.